# 小江戸
小江戸（こえど）とは「江戸のように栄えた町」「江戸時代を感じさせる町」といった意味合いで使われる、都市の比喩的な表現。代表例としては、川越（埼玉県川越市）、佐原（千葉県香取市佐原）、栃木（栃木県栃木市）が挙げられる。

## 概要
「江戸のように栄えている」という意味で使われた。「小江戸」という言葉そのものは以前よりあり、江戸時代から川越は歴史的に繋がりが深く「江戸の文化が真っ先に伝わる繁栄した町」という意味あいで呼ばれていた。しかし、改めて「小江戸」という言葉がクローズアップされたきっかけは、1996年に開催された「小江戸サミット」である（「小江戸サミット」については後述）。
そのほか、千葉県夷隅郡大多喜町・神奈川県厚木市・山梨県甲府市、静岡県磐田市（旧磐田郡竜洋町）掛塚・滋賀県彦根市なども、小江戸と呼ばれることがある。
現代的定義としてはおおむね、「江戸との関わりの深い町」「江戸の風情を残す古い町並みを残している町」である。古い町並みがいまなお残っている部分については、観光地となっているところもある。

## 日本各地の小江戸

### 関東地方

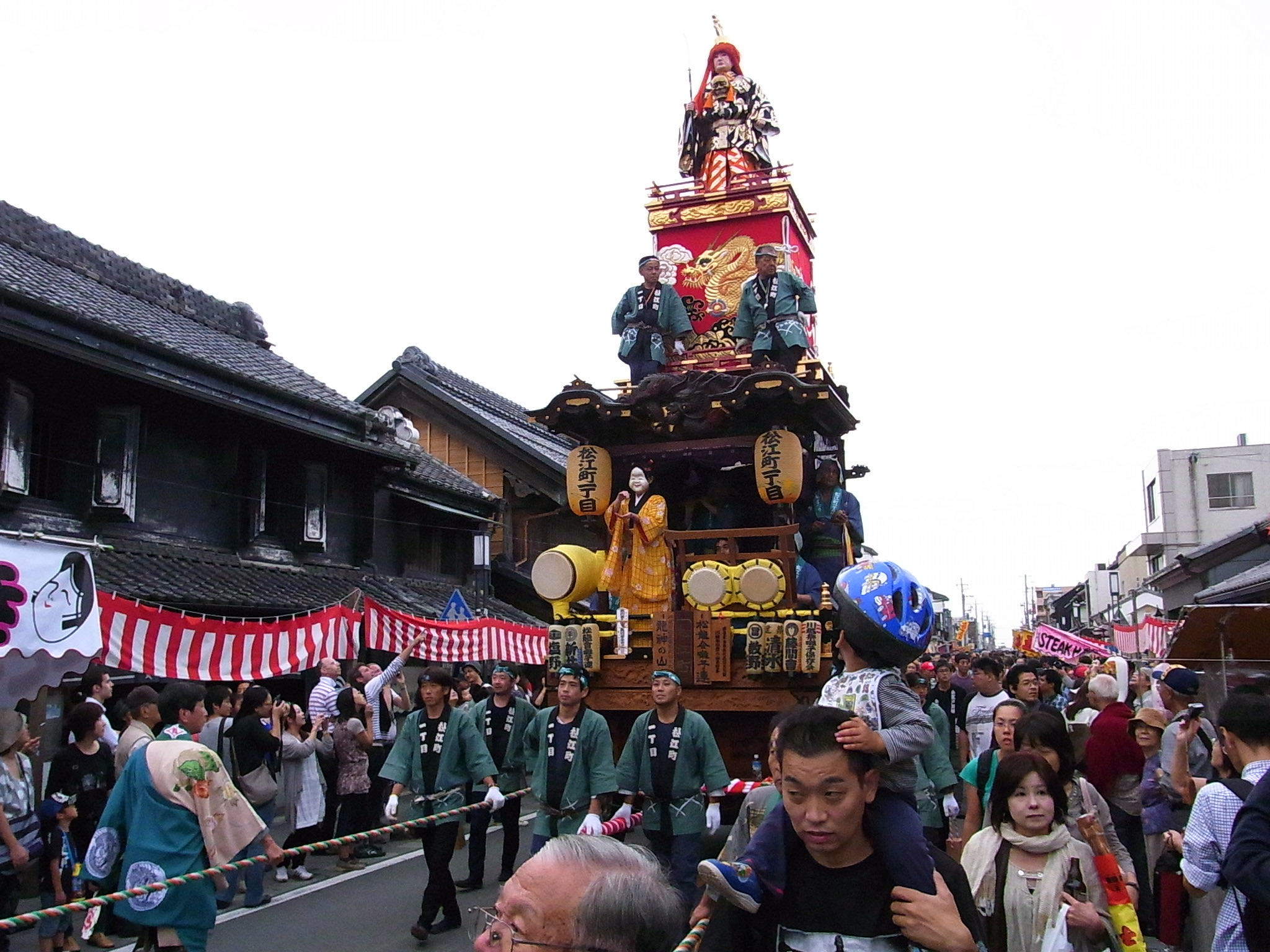
川越まつり（2010年10月16日撮影）

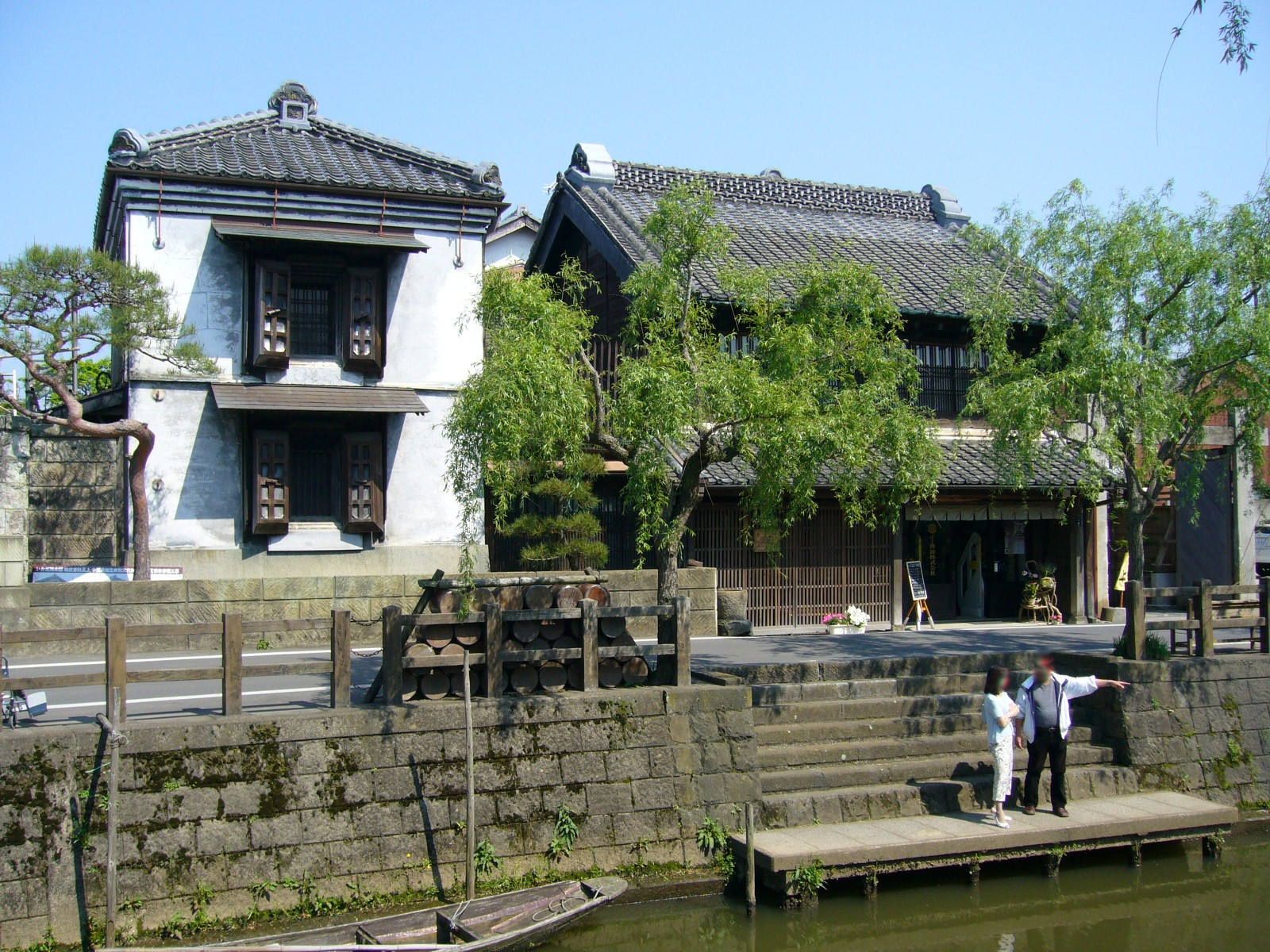
佐原・小野川沿いの街並

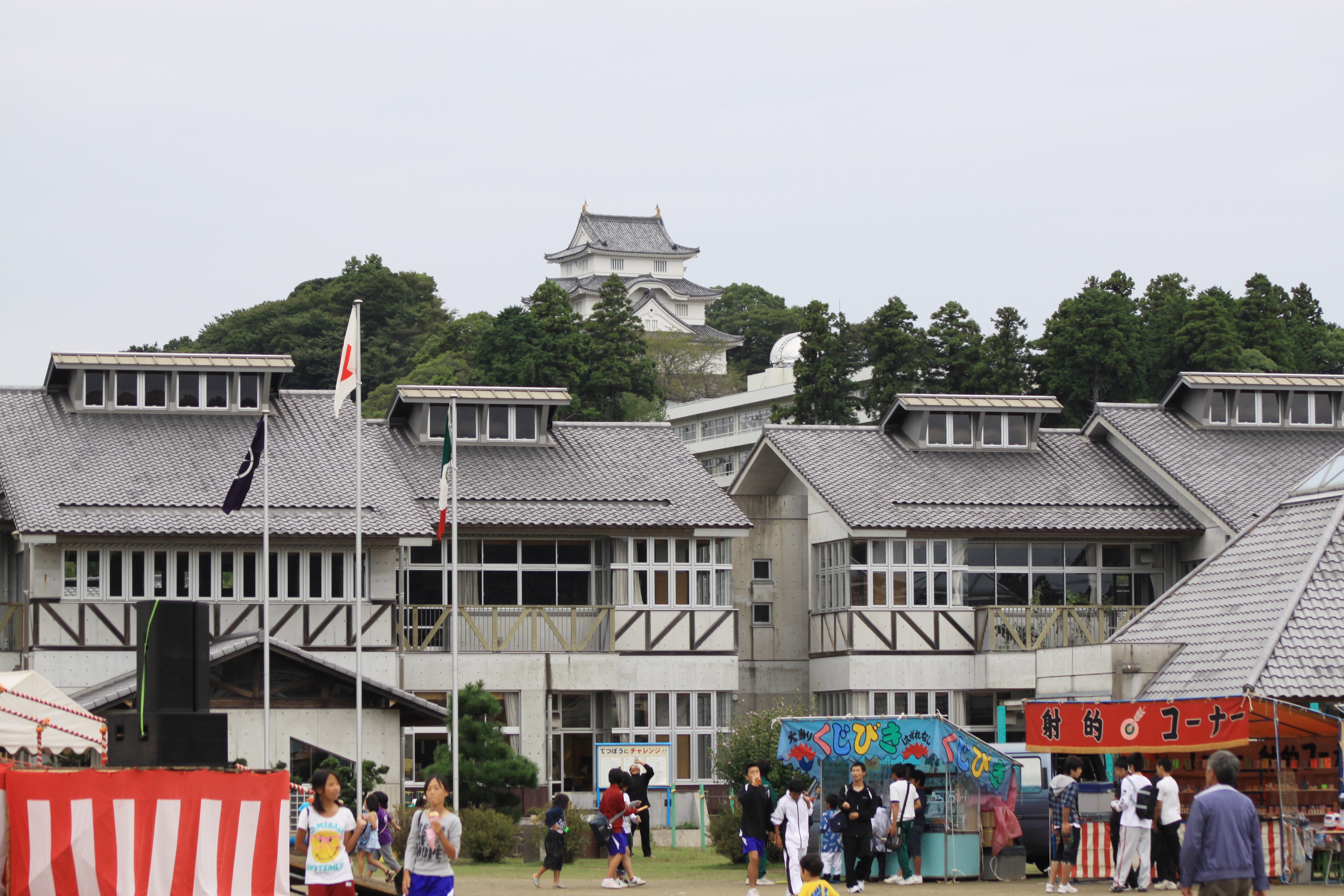
大多喜城祭り

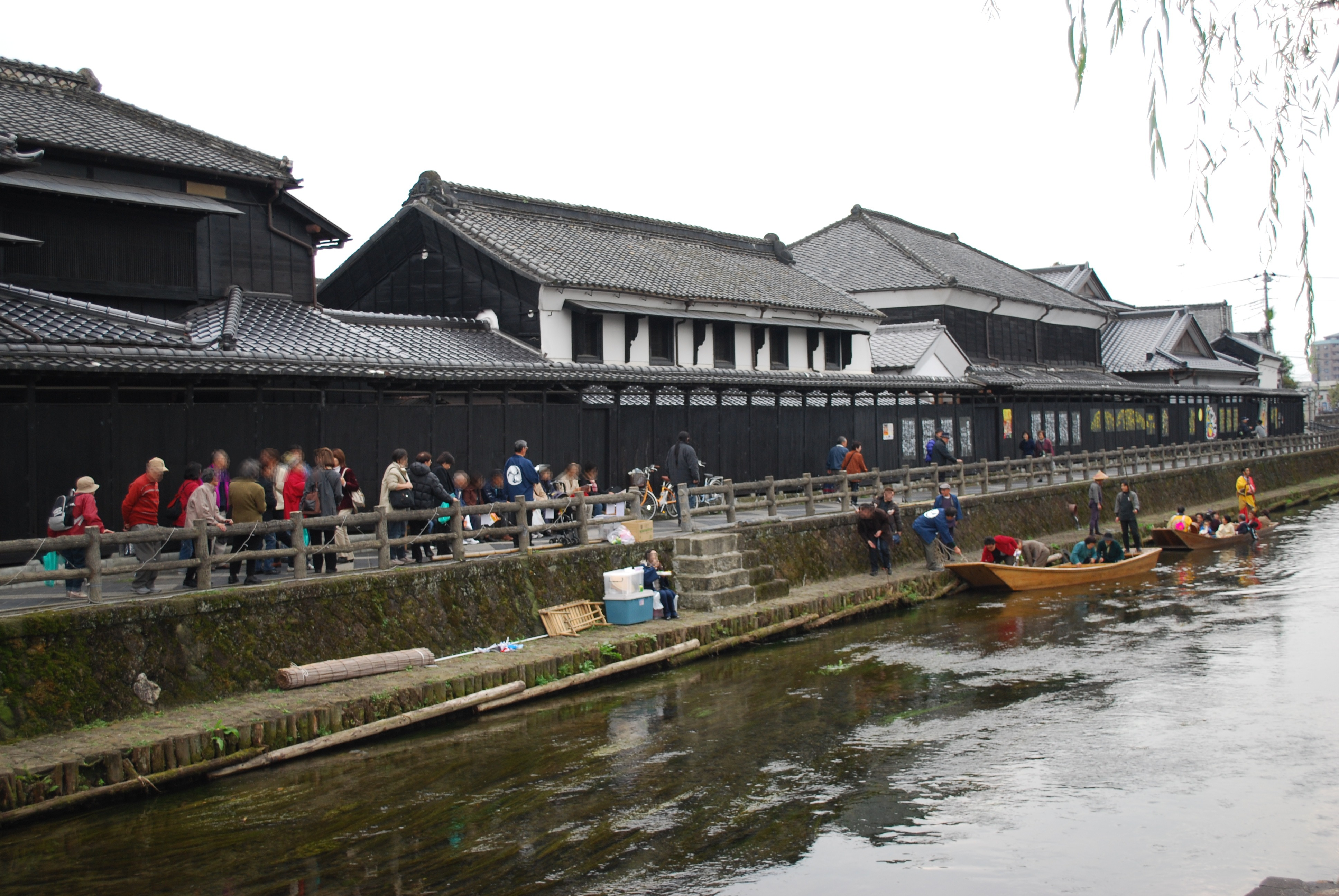
栃木・巴波川沿いに続く蔵と蔵の街遊覧船

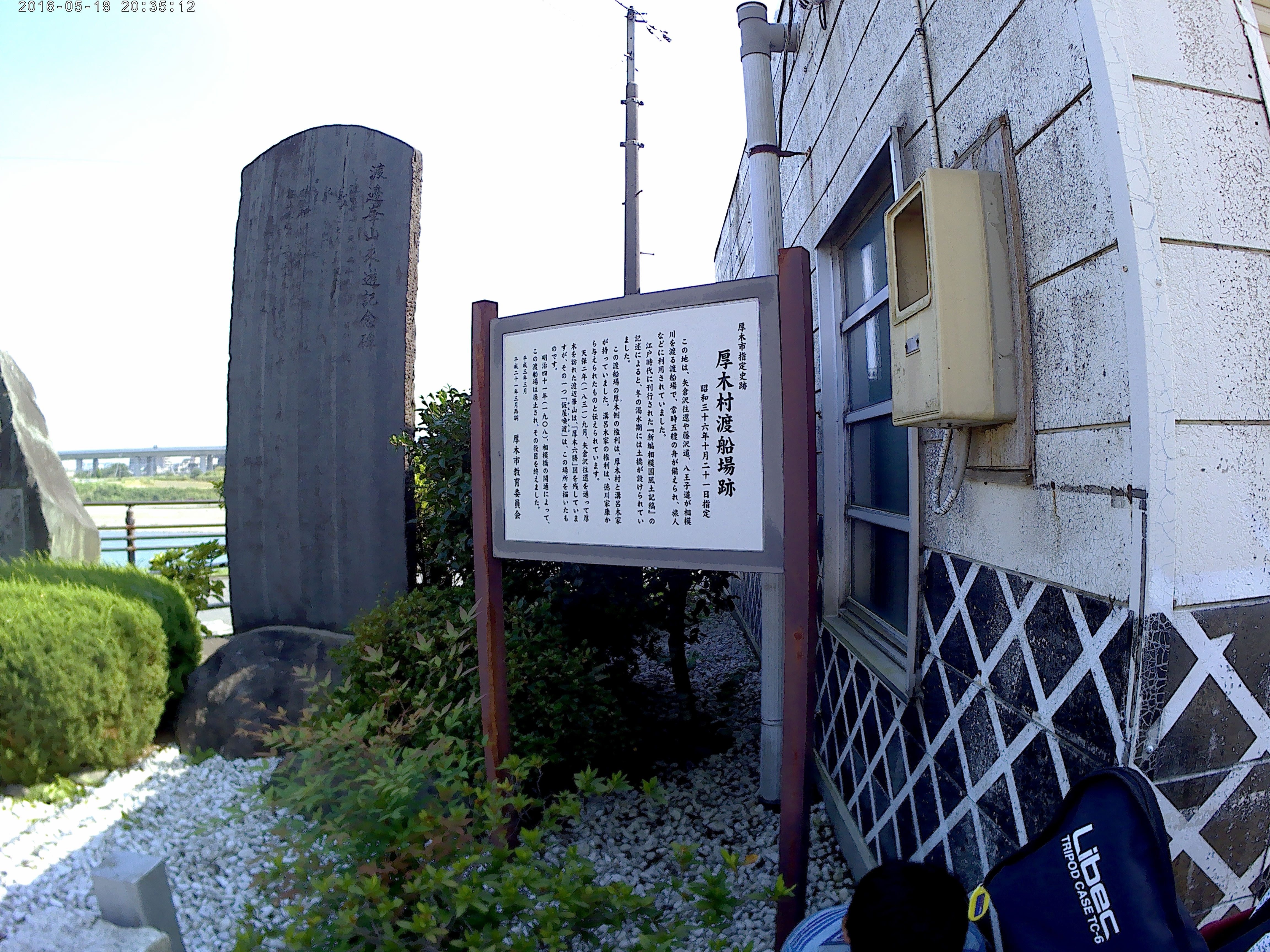
相模川を渡る厚木宿の渡船場

埼玉県
- 武蔵国 川越 - 埼玉県川越市

「世に小京都は数あれど、小江戸は川越ばかりなり」と江戸時代から謳われ、喜多院には江戸城の建物の一部が移築されている。松平信綱・柳沢吉保といった江戸幕府の重臣や親藩が藩主を務めた川越藩の城下町であり幕府から重視されてきた。古く鎌倉幕府の有力御家人であった河越氏と江戸氏は同族で、室町時代に太田道灌が川越城と江戸城を築城し川越街道で結ぶなど古来から武蔵国内で特殊な関係にあった。江戸時代以降は新河岸川の舟運で江戸と深く結びついた。旧市街地北部の7.8ヘクタールの区域が重要伝統的建造物群保存地区として選定されている。市内特産品の一つである「COEDOビール」や、西武新宿線の本川越駅 - 西武新宿駅間を走る特急「小江戸」、川越市を本拠としてJリーグ加盟を目指すクラブ「COEDO KAWAGOE F.C」など、小江戸が由来となって命名されたものも複数存在する。江戸の天下祭の往時の姿を最もよく伝える川越まつりが行われている。
千葉県
- 下総国 佐原 - 千葉県香取市

「“北総の小江戸”、”水郷の町”」と呼ばれ「お江戸見たけりゃ佐原へござれ、佐原本町江戸まさり」と唄われた商家町。
伊能忠敬が商人として活躍していた町であり、利根川水運の拠点のひとつ。江戸との交流が隆盛を極め、醸造業や商業が大きく発展。
小野川沿いと香取街道沿いの7.1ヘクタールの区域が1996年、関東地方で初めて重要伝統的建造物群保存地区として選定された。小野川沿いを中心とした地区は、江戸の雰囲気そのままに土蔵造りの商家や町屋が軒を連ね、江戸の影響を多少なりとも受けた佐原の大祭では豪華絢爛な山車が引き回される。近年では北総四都市江戸紀行・江戸を感じる北総の町並みとして佐倉（城下町）・成田（門前町）・銚子（漁港・港町）とともに日本遺産に認定された。
- 上総国 大多喜 - 千葉県夷隅郡大多喜町

大多喜藩の城下町であり、房総半島横断ルートの拠点のひとつでもあった。商家や蔵などの建物が現存するほか、城下町特有の道路配置なども残されている。
栃木県
- 下野国 栃木 - 栃木県栃木市

巴波川を利用した水運の拠点であり、日光例幣使街道の宿場町（栃木宿）でもあった。全国京都会議にも参加しており、「小江戸」と「小京都」の両方を名乗っているが、小江戸サミット参加以降は「小京都」よりも「小江戸」を観光のキャッチフレーズとして使用することが多い。2年に1度、江戸の祭礼の影響を少なからず受けたとちぎ秋まつりが行われている。
神奈川県
- 相模国 厚木 - 神奈川県厚木市

東海道の脇往還であった厚木街道の宿場町（厚木宿）。「厚木の盛なる、都とことならず」と渡辺崋山が記した。「小江戸あつぎ創造会議」を立ち上げ、小江戸訴求を行っている。

### 中部地方

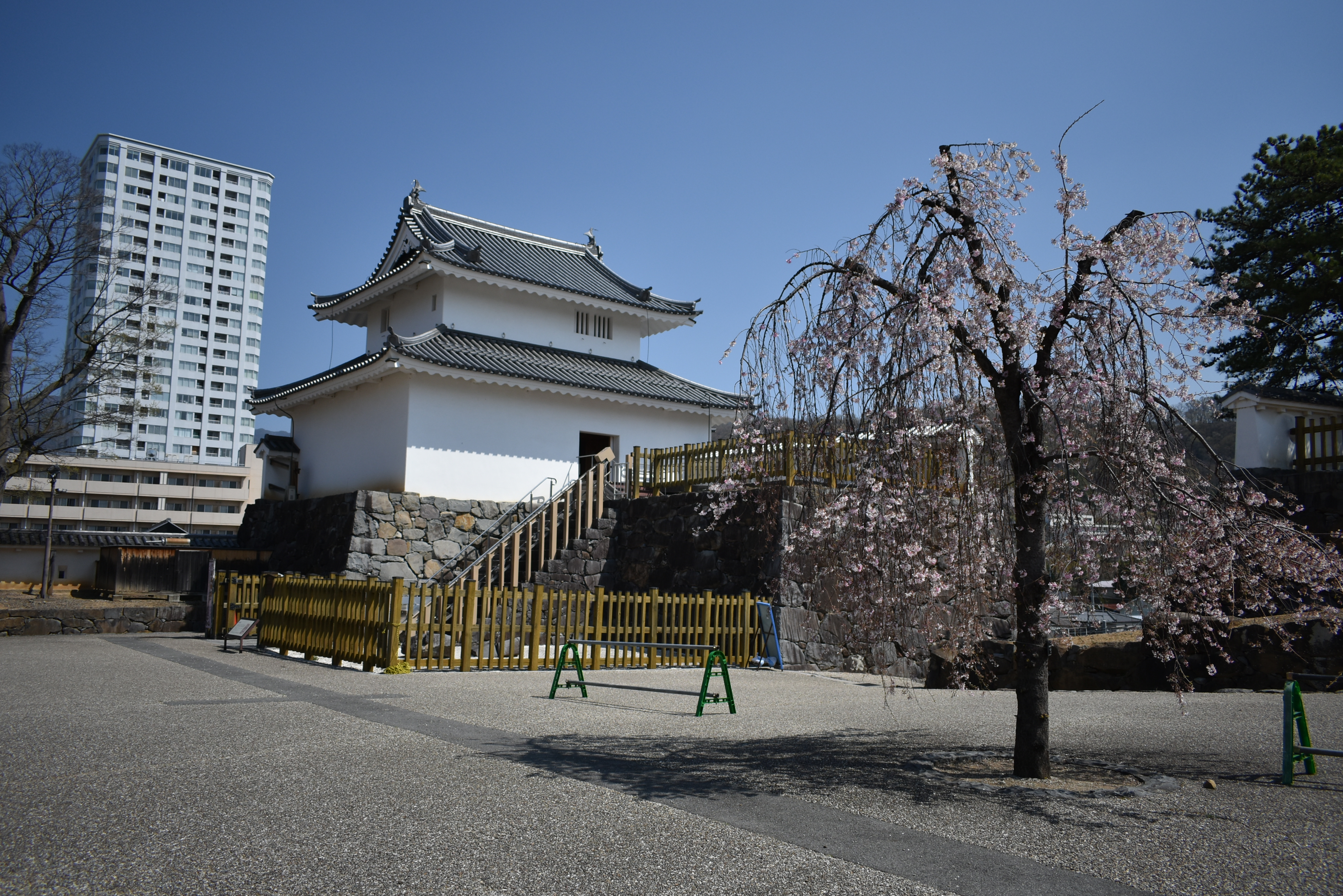
徳川家の居城であった甲府城

山梨県
- 甲斐国 甲府 - 山梨県甲府市

甲府勤番が置かれ、幕臣が江戸と甲府を盛んに往来し、江戸の文化が持ちこまれた。
五街道の一つである甲州街道の中心となる城下町・宿場町でもある。
静岡県

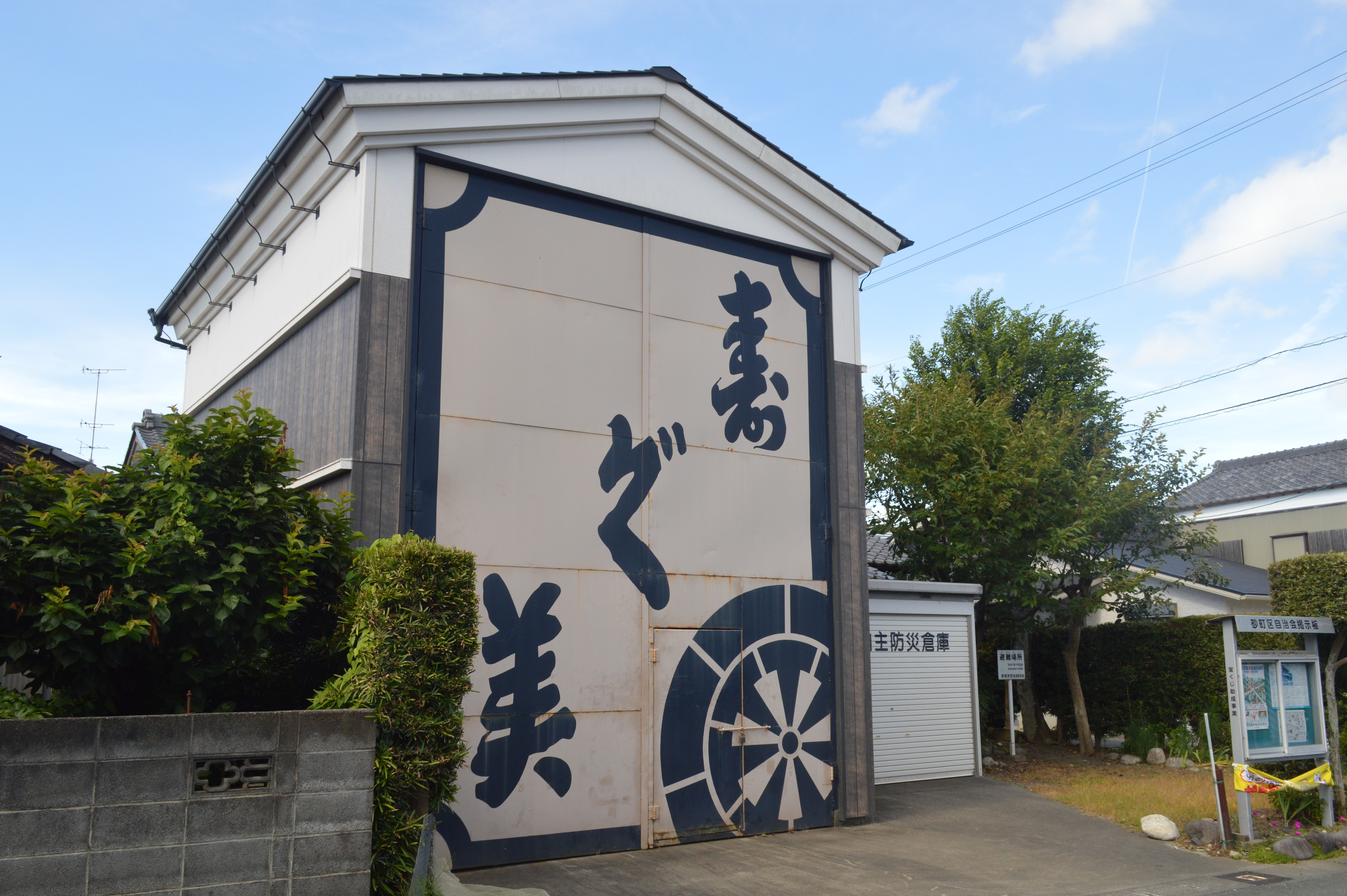
掛塚貴船神社の掛塚祭り屋台蔵

- 遠江国 掛塚 - 静岡県磐田市掛塚（旧磐田郡竜洋町掛塚）

東海道の沿道の町のひとつ（ただし、東海道五十三次には含まれていない）。
天竜川の河口に位置しており、東西水運の中継地としても栄え、大都市の文化が持ち込まれた。

### 近畿地方

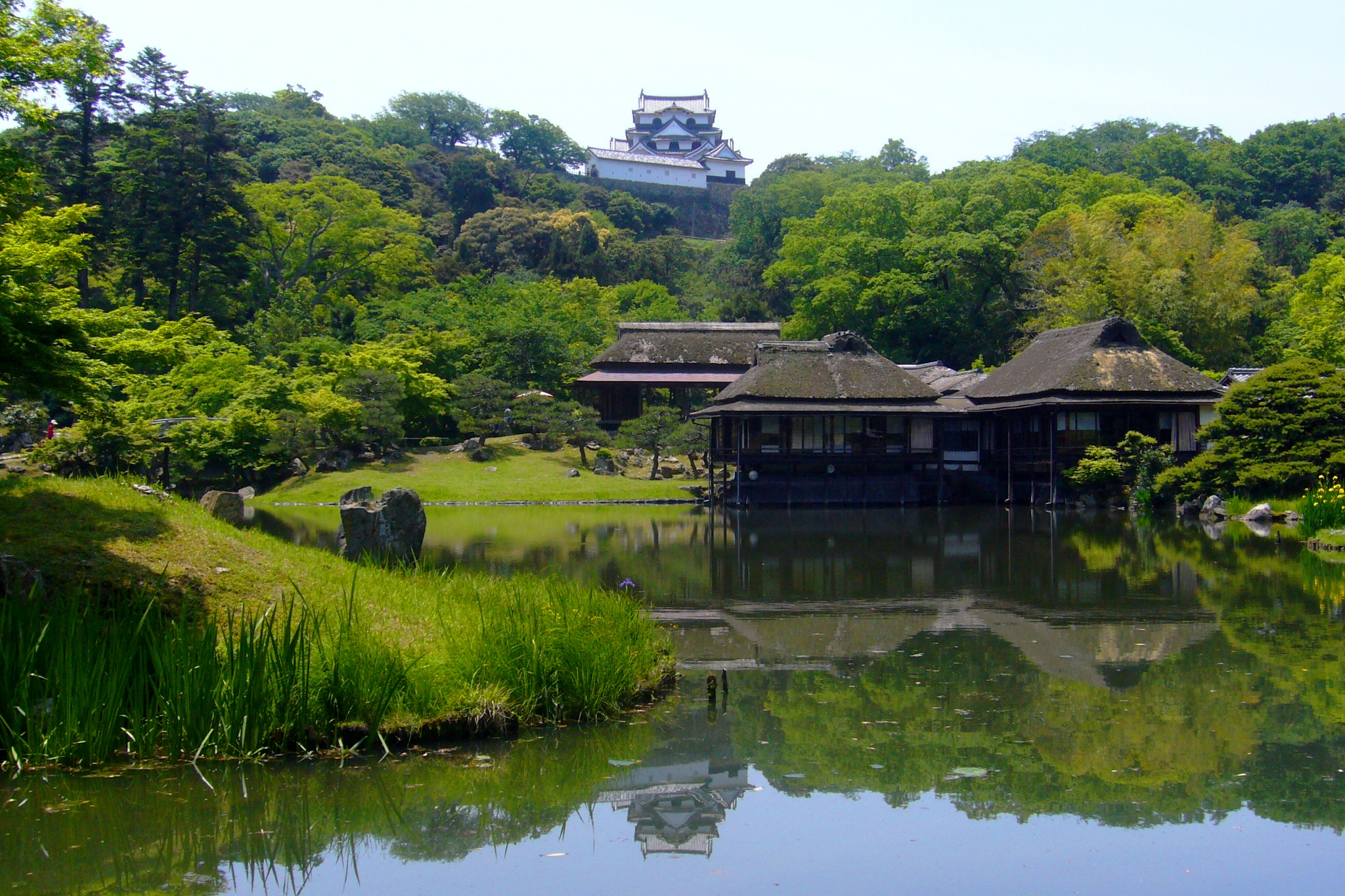
玄宮園と彦根城天守閣

滋賀県
- 近江国 彦根 - 滋賀県彦根市

彦根藩の城下町として栄えた。
「小江戸彦根の城まつり」を開催し、小江戸としてアピールしている。

## 小江戸サミット
小江戸サミットとは、栃木市・川越市・香取市の3市の市長および市民が一堂に会し、交流する催し。1996年の栃木市を会場とした第1回から始まり、以降は3市の持ち回りで開催されている
- 第1回小江戸サミット（1996年：栃木市開催）
- 第2回小江戸サミット（1997年：川越市開催）
- 第3回小江戸サミット（1998年：佐原市開催）
- 第4回小江戸サミット（1999年：東京開催）
- 第5回小江戸サミット（2000年：川越市開催）
- 第6回小江戸サミット（2001年：栃木市開催）
- 第7回小江戸サミット（2002年：川越市開催）
- 第8回小江戸サミット（2003年：東京開催）
- 第9回小江戸サミット（2004年：栃木市開催）
- 第10回小江戸サミット（2005年：川越市開催）
- 第11回小江戸サミット（2006年：佐原市開催）
- 第12回小江戸サミット（2007年：栃木市開催）
- 第13回小江戸サミット（2008年：川越市開催）
- 第14回小江戸サミット（2009年：香取市開催）
- 第15回小江戸サミット（2010年：栃木市開催）
- 第16回小江戸サミット（2011年：東日本大震災で中止。小江戸3市は「日本橋架橋100周年記念 日本橋お江戸舟運まつり」に和船を派遣し舟運を再現）
- 第17回小江戸サミット（2012年：川越市開催）
- 第18回小江戸サミット（2013年：香取市開催）
- 第19回小江戸サミット（2014年：栃木市開催）
- 第20回小江戸サミット（2015年：川越市開催）
- 第21回小江戸サミット（2016年：香取市開催）
- 第22回小江戸サミット（2017年：栃木市開催）
- 第23回小江戸サミット（2018年：川越市開催）
- 第24回小江戸サミット（2019年：香取市開催）

3市共同で各市の祭りの山車を参加させたり観光宣伝を行っている。